# Забастовка шахтёров в Косове (1989)
Забастовка шахтеров в Косове в 1989 году (серб. Штрајк албанских рудара у Трепчи 1989., алб. Greva e minatorëve të Kosovës në vitin 1989) — голодовка, начатая 20 февраля 1989 года работниками шахт в Трепче против отмены автономии края Косово Социалистической Республикой Сербия. Забастовка быстро получила поддержку в Словении и Хорватии, в то время как в Белграде прошли акции протеста против руководства Словении, Албании и Хорватии. В конечном итоге она закончилось после госпитализации 180 шахтеров и отставки лидеров Союза коммунистов Косово Рахмана Морины, Али Шукрии и Хусамедина Аземи.

## Предпосылки
СФР Югославия была федеративной республикой, состоящей из республик, включая СР Сербия, которая, в свою очередь, имела две автономные провинции: САК Воеводина и САК Косово. Косово было населено в основном косовскими албанцами, и югославская конституция 1974 года дала Косово беспрецедентный уровень автономии, но после смерти Иосипа Броз Тито в 1980 году автономия Косово стала подвергаться сомнению сербскими политиками.
После беспорядков в Косове в 1981 году, которые Союз коммунистов Косово объявил продуктом албанского национализма, Сербия отреагировала желанием ослабить власть албанцев в крае и провела кампанию, которая гласила, что сербов вытесняют в крае в основном за счет роста населения Албании, а не состояния экономики. В ноябре 1988 года 2000 албанских шахтеров выступили с протестом за сохранение автономии, маршируя от южных шахт до столицы Косово Приштины, при этом их поддерживали еще 6000 простых граждан.

## Забастовка
Союз коммунистов Сербии под руководством Слободана Милошевича участвовала в процессе замены лидеров краев, известном как «антибюрократическая революция», в результате чего местные политики были свергнуты и заменены сторонниками Милошевича. Поскольку Национальное собрание Сербии готовило конституционные изменения, которые формально снизили бы уровень автономии края, около 1350 шахтеров в Трепче начали свою голодовку 20 февраля 1989 года с аналогичными требованиями о сохранении автономного статуса региона и отставке власти: политиков Милошевича из Косово. После объявления о забастовке дочь начальника шахты Линда Абраши связалась с журналистом Гораном Миличем, который организовал интервью с работниками шахт. Поскольку Милич считал трансляцию интервью Белградским телевидением маловероятной, ему удалось передать ее с помощью другого журналиста Бане Вукашиновича, который в то время находился в Скопье. После трансляции руководители Белградского телевидения приказали Миличу вернуться в Белград, отчет о забастовке шахтеров стал его последним, написанным из Косово.
В Белграде СМИ и сербские политики обвинили Азема Власи, краевого лидера Союза коммунистов, в подстрекательстве к забастовкам, хотя он отрицал какую-либо причастность к событиям. Милошевич подготовил план, который позволил бы ему направить подкрепление полиции в Косово, но его план не был подкреплен большинством голосов, поданных другими членами федерального президиума Югославии. Стипе Шувар вел переговоры с шахтерами в качестве представителя Союза коммунистов Югославии. Примерно через неделю около 180 шахтеров были госпитализированы.
Вечером 27 февраля 1989 года Рахман Морина, Али Шукрии и Хусамедин Аземи, главы про-милошевичской фракции в Косово, подали в отставку. Поздно вечером президент Югославии встретился и принял решение о «специальных мерах» в Косово, которые фактически установили неограниченное чрезвычайное положение.
Осталось только 50 бастующих, которые забаррикадировались внутри шахты «Стари трг» на 850 м под землей. В полночь Специальная антитеррористическая группа спустилось в шахту через пожарные лестницы, и начало арестовывать забастовщиков.
Вышеупомянутые «специальные меры» привели к переводу 1500 федеральных полицейских под сербским руководством в Косово, где они начали кампанию по угнетению косовских албанцев.

## Последствия
На следующий день после окончания забастовок Словенский комитет по правам человека и Ассоциация словенских писателей провели в Канкар-центре митинг, на котором был осужден сербский интервенционизм в Косово и была выражена поддержка бастующим. Во время встречи Йожеф Школч, глава Словенской молодежной организации (SYO), сравнил положение албанцев в Югославии с положением евреев во время Второй мировой войны, а Милан Кучан, глава Союза коммунистов Словении, назвал забастовку защитой Югославии. SYO также представила значок, основанный на звезде Давида с надписью «Косово, моя Родина». В ответ на действия словенцев в Белграде была проведена акция протеста, в которой приняли участие около миллиона человек, а Союз писателей Сербии (AWS) разорвал отношения с Ассоциацией словенских писателей. Протестующие в Белграде, среди прочего, потребовали отмены отставки Морины, Шукрии, Аземи, а также ареста и казни Влласи. В знак протеста албанские члены AWS покинули организацию и обвинили сербских писателей в поддержке репрессий против албанцев.
Примерно через месяц после окончания забастовки парламент Косово был окружен танками, а сербская полиция и депутаты были привлечены к голосованию за фактическое аннулирование автономии региона. Большинство албанских депутатов воздержались, чтобы сделать процесс недействительным, поскольку для внесения поправок в конституцию требовалось большинство в две трети, однако эти поправки были объявлены принятыми. Краевой статус региона официально не был отменен, поскольку Милошевичу нужно было проголосовать, чтобы получить влияние в федеральном президиуме Югославии.